# Guerra franca (431-432)
La guerra franca de los años 431 y 432 fue un conflicto bélico ocurrido en el Imperio romano de Occidente. Enfrentó a los francos ripuarios contra un ejército imperial dirigido por Aecio por el control de parte del territorio romano junto al Rin medio.

## Antecedentes
Tras la victorias del Imperio contra los visigodos en 425 y los francos ripuarios en 428, la situación en la Galia parecía haberse estabilizado y vuelto al estado como la dejó Constancio III en 418. Se nombró a Casio como nuevo magister equitum per Gallias en 429 para sustituir a Aecio y este volvió a Italia donde fue ascendido a magister militum aunque subordinado a Félix a quien Gala Placidia mantuvo como jefe supremo del ejército además de otorgarle el título de patricio. La augusta buscó, así, evitar que Aecio se volviese demasiado poderoso.
En la primavera de ese mismo año 429 se abrió para el Imperio un nuevo frente bélico cuando los vándalos cruzaron el estrecho de Gibraltar e irrumpieron en la diócesis de África donde en mayo de 430 derrotaron al ejército romano y sitiaron a los supervivientes en Hipona . La importancia del desafío vándalo hizo que el gobierno imperial preparase un ejército para enviarlo a África. A esta situación bélica se le unió la rivalidad entre Félix y Aecio donde el primero conspiró para defenestrarle pero fue asesinado en mayo de 430 por orden del segundo antes de tener éxito. Como había sido habitual en situaciones similares, los pueblos germanos, aprovecharon la ocasión para atacar de tal manera que durante ese año y el siguiente 431, el Imperio tuvo que defenderse de visigodos, jutungos, suevos, rebeldes de Nórico y de los francos ripuarios.

## Desarrollo
A poco de iniciarse el 430, Aecio tuvo que partir hacia Recia donde alamanes jutungos habían atravesado el Danubio y tras expulsarlos, volvió a la Galia para hacer frente a un grupo de visigodos que volvían a asediar la ciudad de Arlés y a los que derrotó en otoño. El que Aecio, personalmente, se ocupase de liberar Arlés parece indicar que buena parte de las tropas estacionadas allí al mando de Casio habían sido enviadas a África. La situación en la frontera danubiana no quedó estabilizada e hizo necesaria otra campaña en 431, esta vez en la provincia de Nórico Ripense.
En esta situación, con escasos efectivos romanos en la Galia y con los principales cuerpos del ejército ocupados en otros frentes, los francos ripuarios volvieron a atravesar el Rin como habían hecho en 426 y es posible que llegasen a saquear Augusta Treverorum, Aecio acabó por vencer a los alamanes y pudo dirigirse a la frontera del Rin para luchar contra los francos. El grupo invasor tuvo que ser numeroso ya que las tropas imperiales necesitaron meses de campaña durante los cuales, además, Aecio recibió la visita de Hidacio para pedirle ayuda frente a los suevos. Cuando llegó el fin del año, los romanos todavía no habían podido expulsar a los francos por lo que fue necesario que la campaña continuase en el siguiente 432. Ese año, finalmente, se pudo llegar a un acuerdo de paz con los invasores mediante el cual estos se rindieron formalmente al Imperio a cambio de permitírseles asentarse en el lado romano del Rin como dediticii. Tras ello, Aecio hizo que Censorio acompañase a Hidacio de vuelta a Gallaecia para negociar con los suevos.

## Consecuencias y acontecimientos posteriores
La renovación de los acuerdos con los francos ripuarios permitió un periodo de paz con ellos que duró hasta el año 440 cuando asaltaron y tomaron la ciudad de Colonia Agrippina. En el norte de la Galia, sin embargo, el ejército imperial tuvo que actuar pronto, en 434, para hacer frente a burgundios y bagaudas.
Aecio fue nombrado cónsul para el año 432 por sus éxitos en la defensa del Imperio durante 430 y 431. Aquel año, tras la paz con los francos, fue llamado de vuelta a Italia por Gala Placidia con el fin oculto de sustituirlo por Bonifacio, lo que dio lugar a una guerra civil entre ambos.